# Phyllonorycter rebimbasi
Phyllonorycter rebimbasi là một loài bướm đêm thuộc họ Gracillariidae. Nó được tìm thấy ở miền nam Pháp và bán đảo Iberia.
Ấu trùng ăn Quercus coccifera. Chúng ăn lá nơi chúng làm tổ. They create a large lower-surface tentiform mine. Pupation takes place in a frass-covered cocoon withtrong mine.